# Stryker (Ohio)
Stryker – wieś w Stanach Zjednoczonych, w stanie Ohio, w hrabstwie Williams.